# Područje oko Kuštrovke
Područje oko Kuštrovke este o arie protejată (sit de importanță comunitară — SCI) din Croația întinsă pe o suprafață de 3.248,67 ha, integral pe uscat.

## Localizare
Centrul sitului Područje oko Kuštrovke este situat la coordonatele 45°20′19″N 15°12′48″E / 45.33865°N 15.213249°E.

## Înființare
Situl Područje oko Kuštrovke a fost declarat sit de importanță comunitară în iulie 2013 pentru a proteja 5 specii de animale.

## Biodiversitate
Situată în ecoregiunile alpină și continentală, aria protejată conține 1 habitat natural: Peșteri inaccesibile publicului.
La baza desemnării sitului se află mai multe specii protejate de  mamifere (5): liliac cârn (Barbastella barbastellus), liliac cu aripi lungi (Miniopterus schreibersii), liliac cărămiziu (Myotis emarginatus), liliacul mare cu potcoavă (Rhinolophus ferrumequinum), liliacul mic cu potcoavă (Rhinolophus hipposideros).